# Place Charles-de-Gaulle (Mont-de-Marsan)
Pour les articles homonymes, voir Place Charles-de-Gaulle.
La place Charles-de-Gaulle est l'une des principales places de la commune de Mont-de-Marsan, dans le département français des Landes.

## Présentation
Sur la place Charles-de-Gaulle, longue de 65 m et large de 35 m, se déroulent au cours des siècles marchés hebdomadaires, revues de troupes, événements commerciaux (foires, brocantes) et animations (concerts, bals des fêtes de la Madeleine).

### Situation et accès
Cette place est située dans le centre-ville de Mont-de-Marsan, à la confluence de la Douze et du Midou. Elle distribue la rue Lacataye, la rue Molière, la rue Dominique-de-Gourgues et la rue Robert-Wlérick. Elle est reliée à la place du Général Leclerc via le pont Gisèle-Halimi et une section de la rue Léon-Gambetta. Elle est sur l'ancienne route nationale 10.

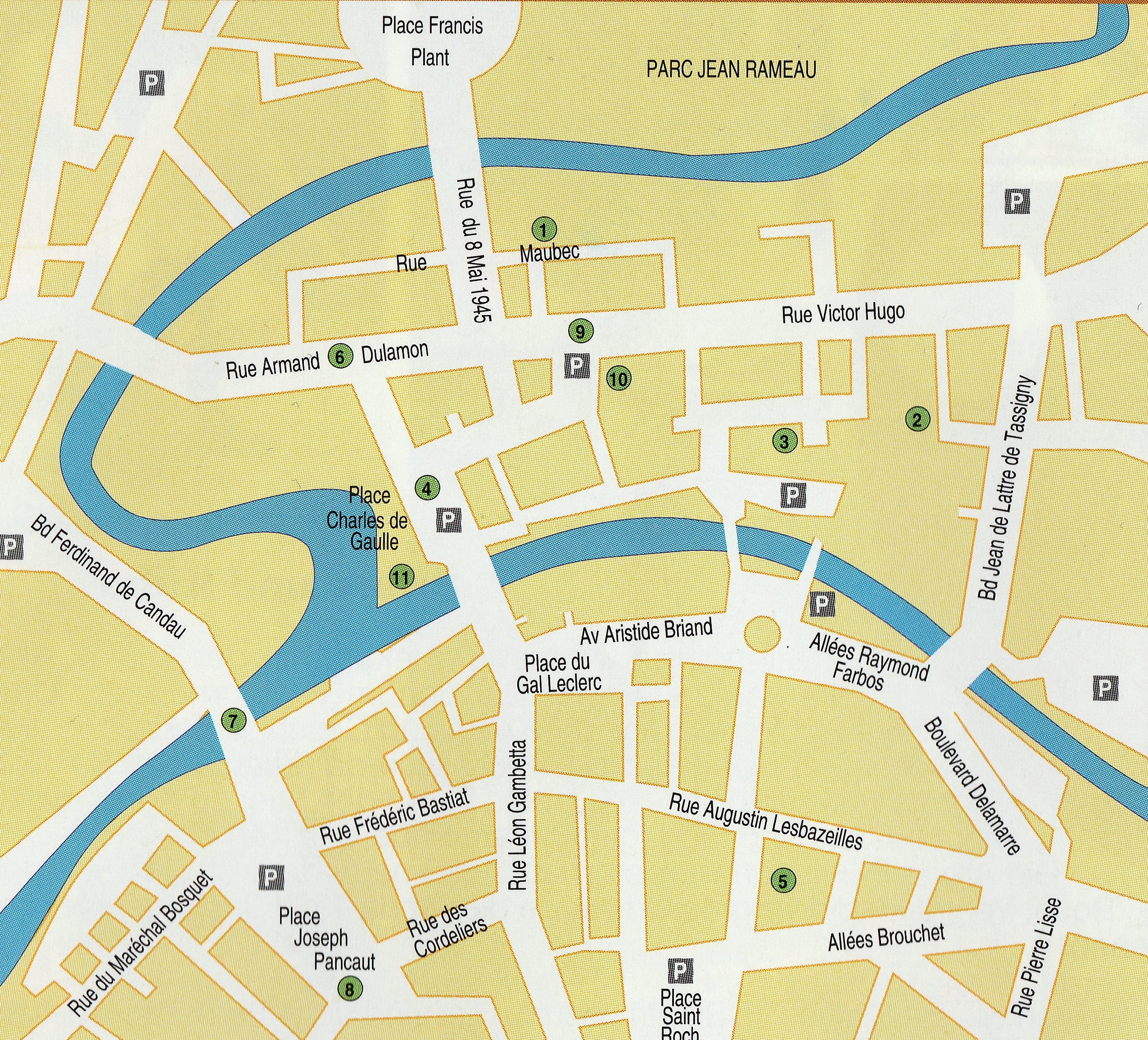
Situation de la place du Général-Leclerc

### Origine du nom
La place du Château-Vieux prend au cours des siècles le nom de place de la Commune (cadastre napoléonien de 1811), place de la Municipalité (1812), place Bourbon (1829), place de la Mairie (sur le plan général de la ville de Mont-de-Marsan de 1845), place de l'Hôtel de Ville (1884), place Georges-Clemenceau (1918) et enfin place Charles-de-Gaulle le 9 septembre 1944, sur proposition du maire, Marcel David, quelques jours seulement après la libération de Mont-de-Marsan le 21 août 1944.

### Historique
Au Moyen Age, l'emplacement est situé dans le  Bourg-Neuf, nom du premier faubourg apparu à l'extérieur des limites primitives du bourg castral (le Bourg-Vieux), centrées autour du château vicomtal et de l'église prieurale de la Madeleine. Les premières sources écrite de l'enceinte du Bourg-Neuf datent du dernier quart du XIIIe siècle. A l'ouest du Bourg-Vieux, entre le château vicomtal et la Douze, la juxtaposition de maisons fortes (donnant sur l'actuelle place et la rue Dominique de Gourgues), y compris la maison commune, forme progressivement certaines sections des remparts de Mont-de-Marsan, du côté de la Douze. Une porte de ville primitive, dite « porte Deffenz », est le premier point de communication avec l'extérieur.

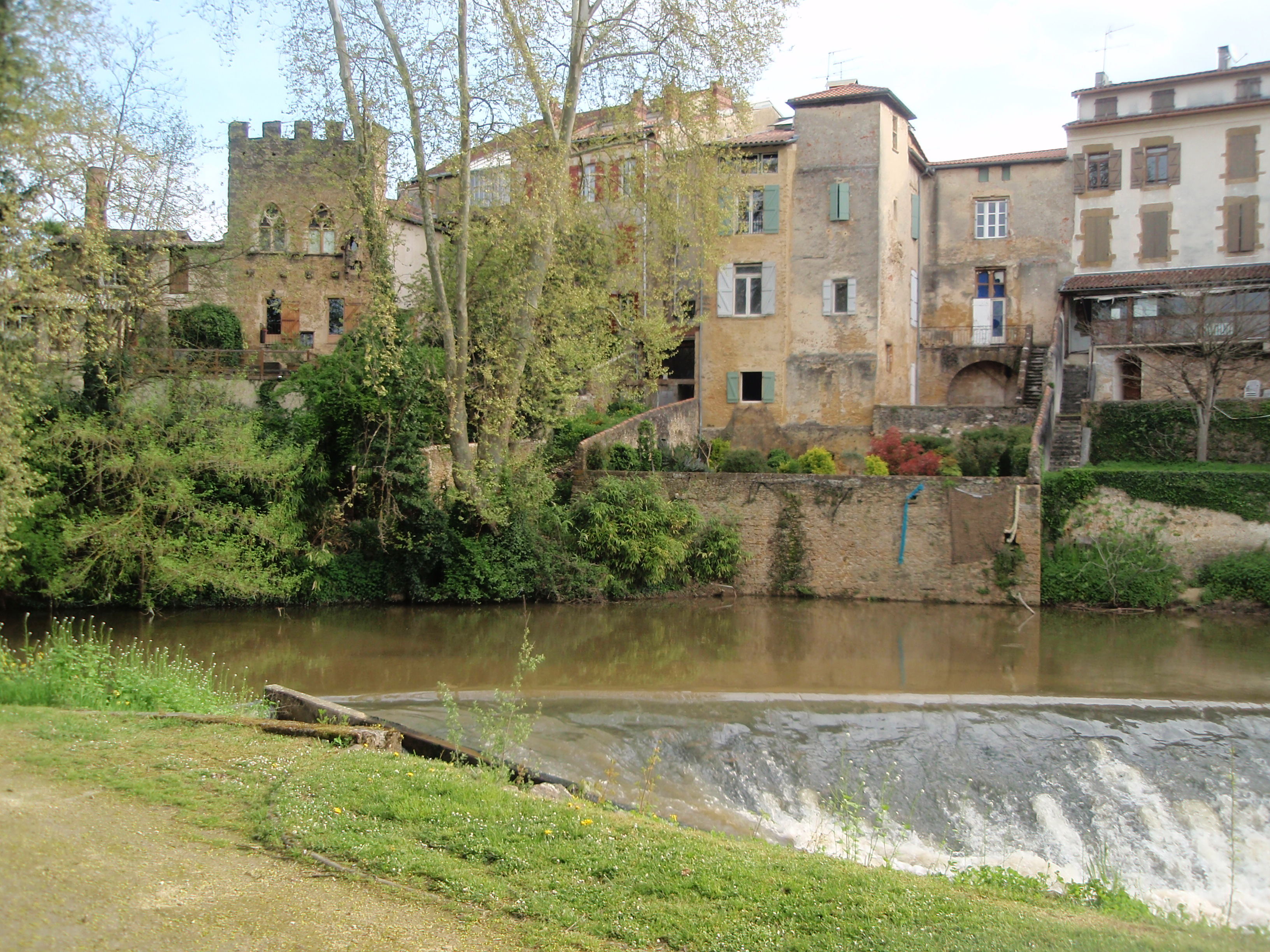
Vestiges du premier rempart formé par les maisons juxtaposées donnant sur la Douze à l'arrière de la place Charles-de-Gaule et de la rue Dominique de Gourgues
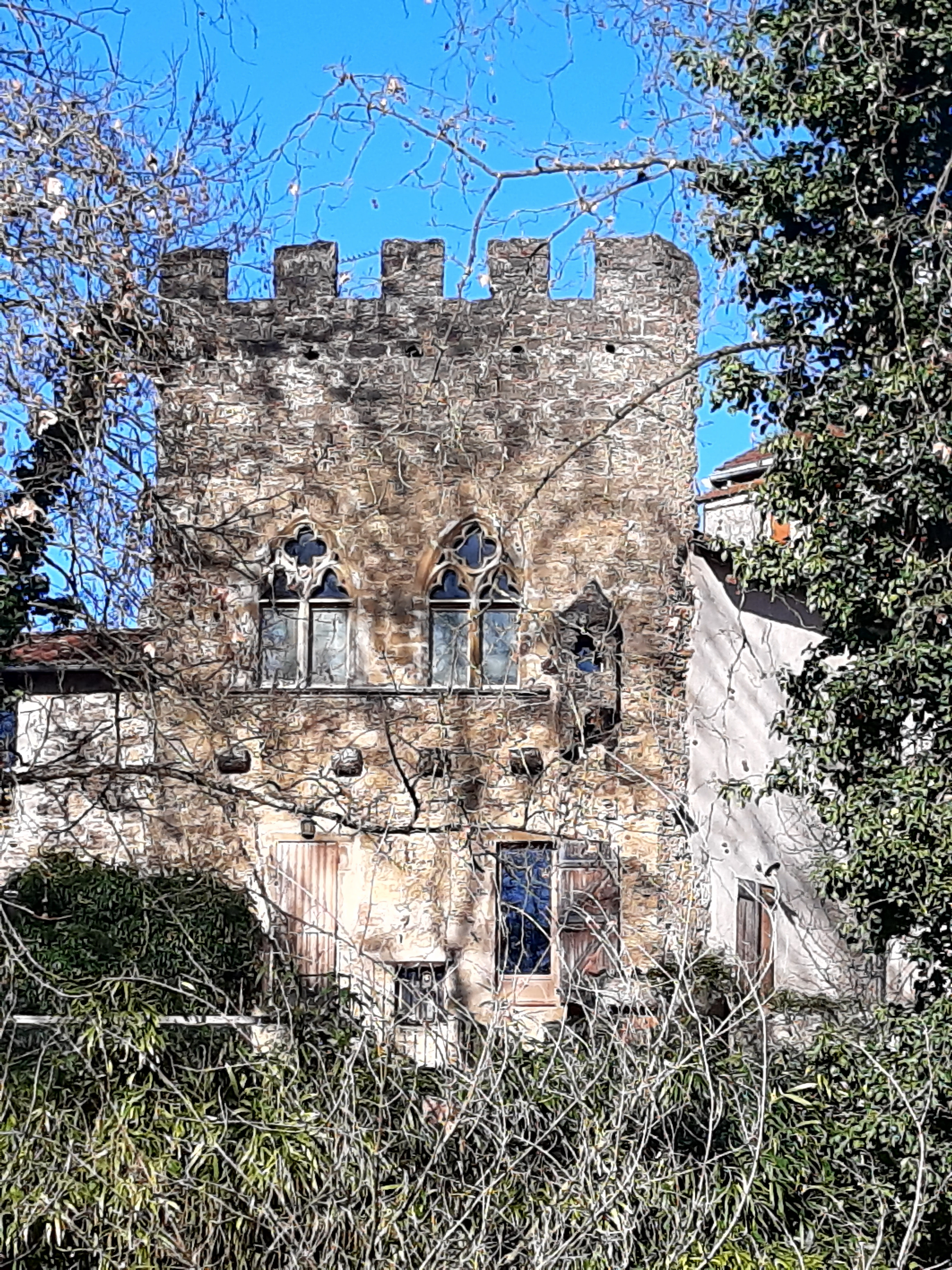
Maison crénelée, présentant deux baies géminées à remplages

Les derniers vestiges du château vicomtal sont détruits en 1810, l'espace libéré permet la construction du théâtre municipal en 1830. L'ancien hôtel de ville est quant à lui construit en 1846 à l'emplacement des mairies précédentes.
En 1811, la place est sur le parcours de la route impériale no 11 entre  Bordeaux et Bayonne. En 1824, lors de la renumérotation des routes, ce tracé reçoit le nom de route nationale 10. À Mont-de-Marsan, la route arrivant de Roquefort passe par l'actuelle rue Victor-Hugo, la place Abbé-Bordes, la rue Robert-Wlérick, la place Charles-de-Gaulle, avant de traverser l'actuel pont Gisèle-Halimi, d'emprunter la section de l'actuelle rue Léon-Gambetta située au nord du carrefour des Quatre-Cantons, de passer par la rue Frédéric-Bastiat, le nord de l'actuelle place Joseph-Pancaut, l'actuelle rue Maréchal-Bosquet et de quitter la ville par le quartier de Rigole sur la rive gauche de la Midouze en direction de Tartas, Dax et Bayonne.

## Bâtiments remarquables et lieux de mémoire
La place Charles-de-Gaulle est bordée :
- à l'est par le théâtre municipal au n°9 ;
- au nord par le bâtiment de la Société Générale, imposant immeuble ayant appartenu à la famille du Lyon ;
- à l'ouest par l'ancien hôtel de ville de Mont-de-Marsan au n°4, transformé en résidence La Romancière et la minoterie au n°1 transformée en office de tourisme et siège du Centre Pédagogique de la Résistance et de la Déportation ;
- au sud, le pont Gisèle-Halimi et le Midou[1].

## Photos anciennes
Marché

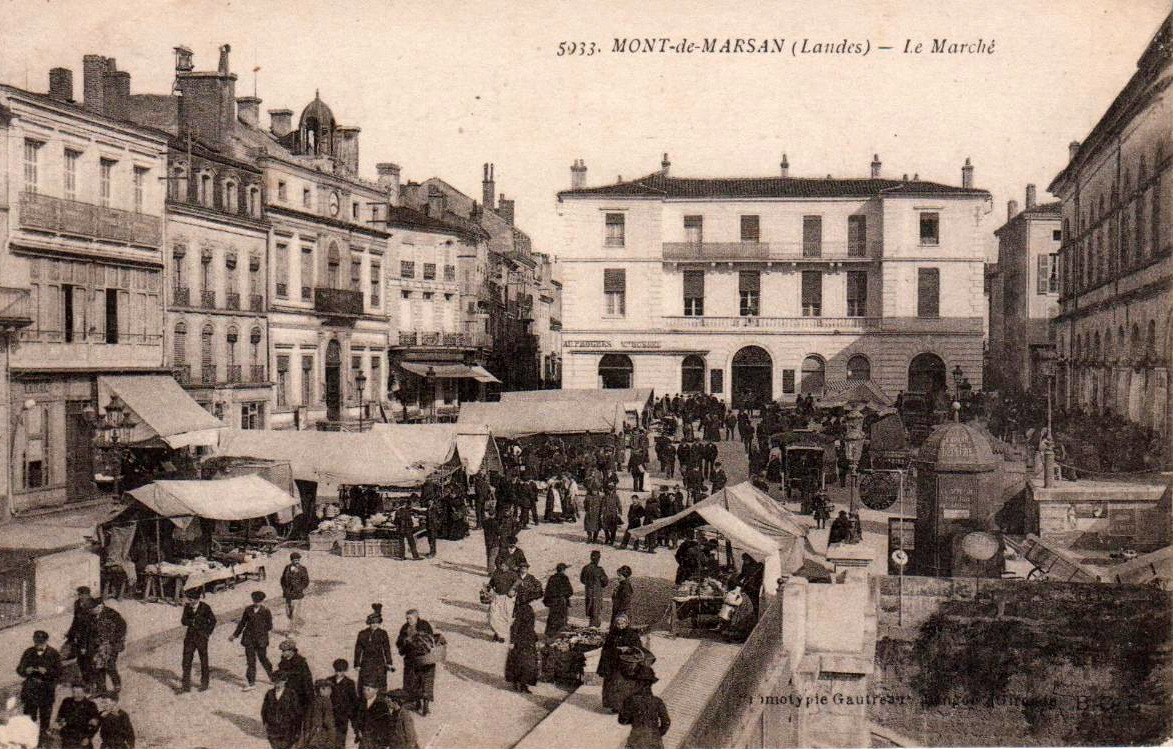
Photo ancienne de la place, un jour de marché. La place est bordée côté est par le théâtre, côté nord par la maison du Lyon (actuelle Société Générale), et côté ouest par l'ancien hôtel de ville.

Célébrations

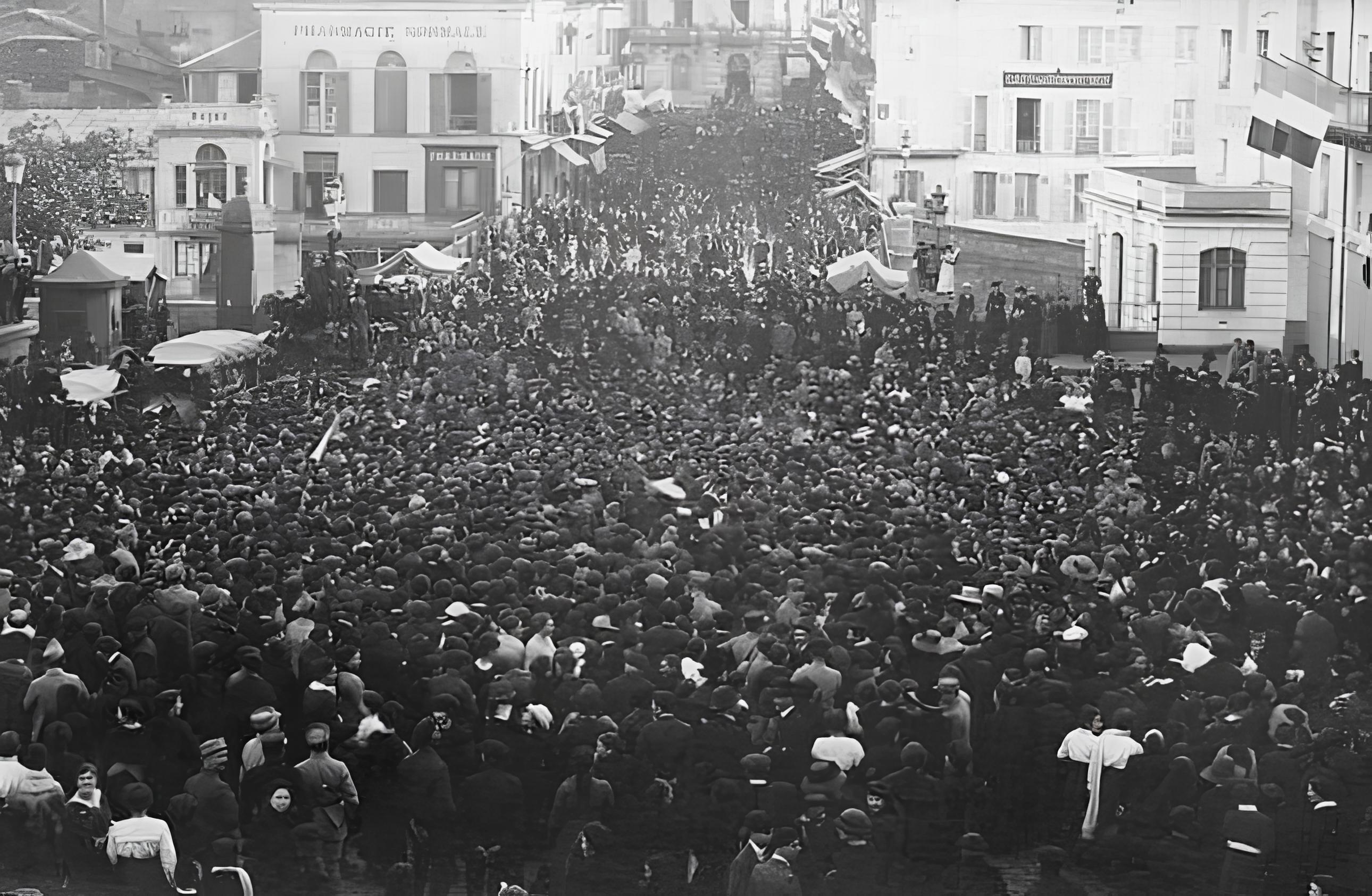
La place investie par la foule le jour de l'armistice du 11 novembre 1918.
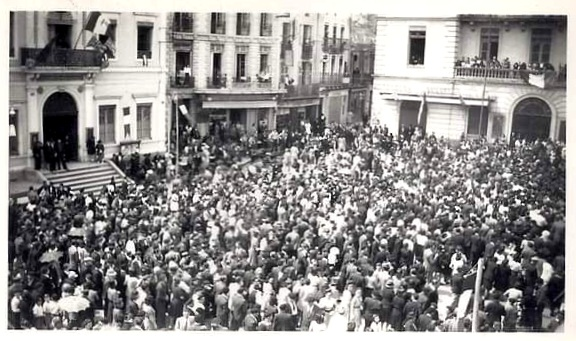
Foule réunie devant l'ancien hôtel de ville le jour de la libération de Mont-de-Marsan, le 21 août 1944.

Divers

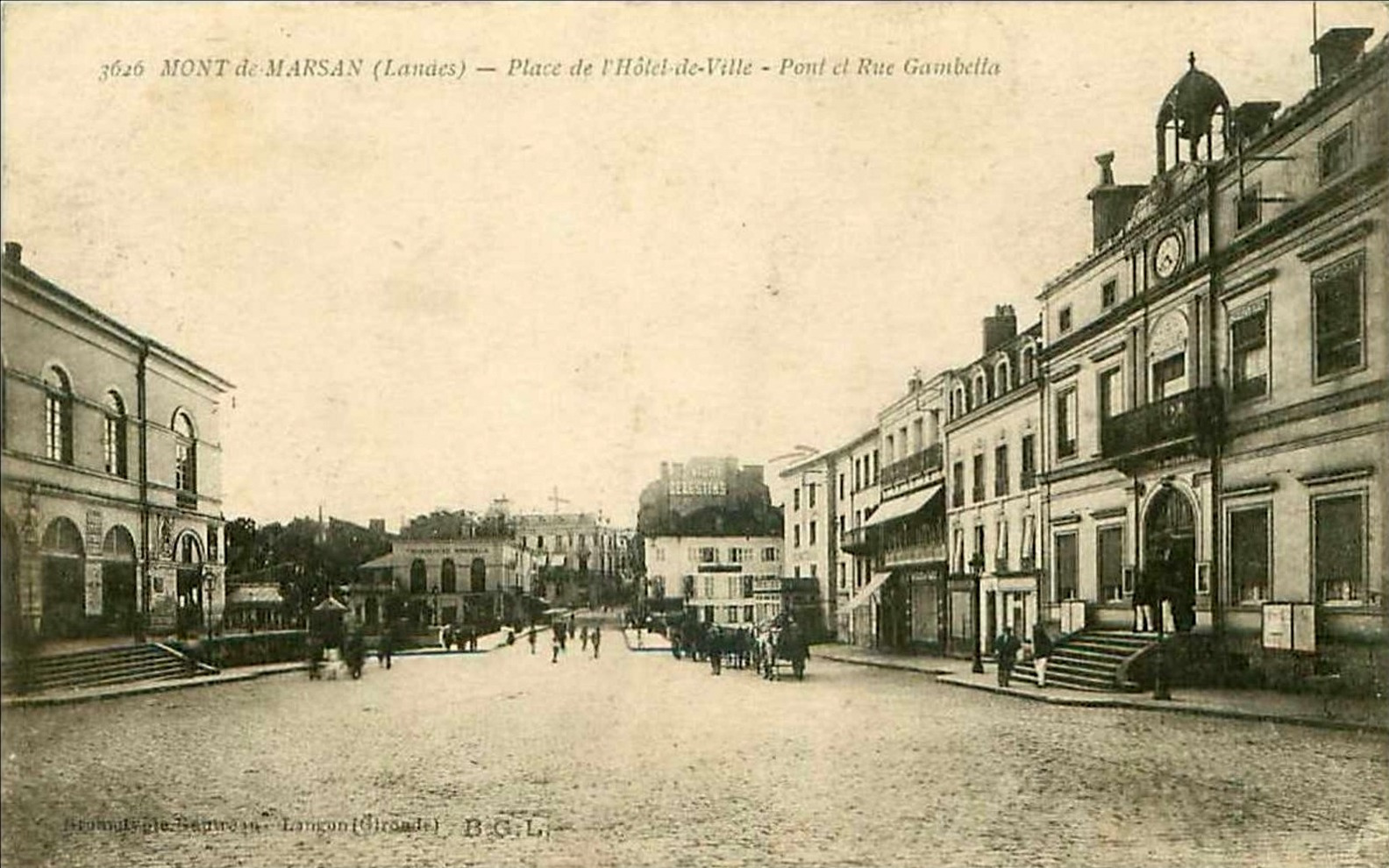
Photo ancienne de la place de l'hôtel de ville à la Belle Époque.
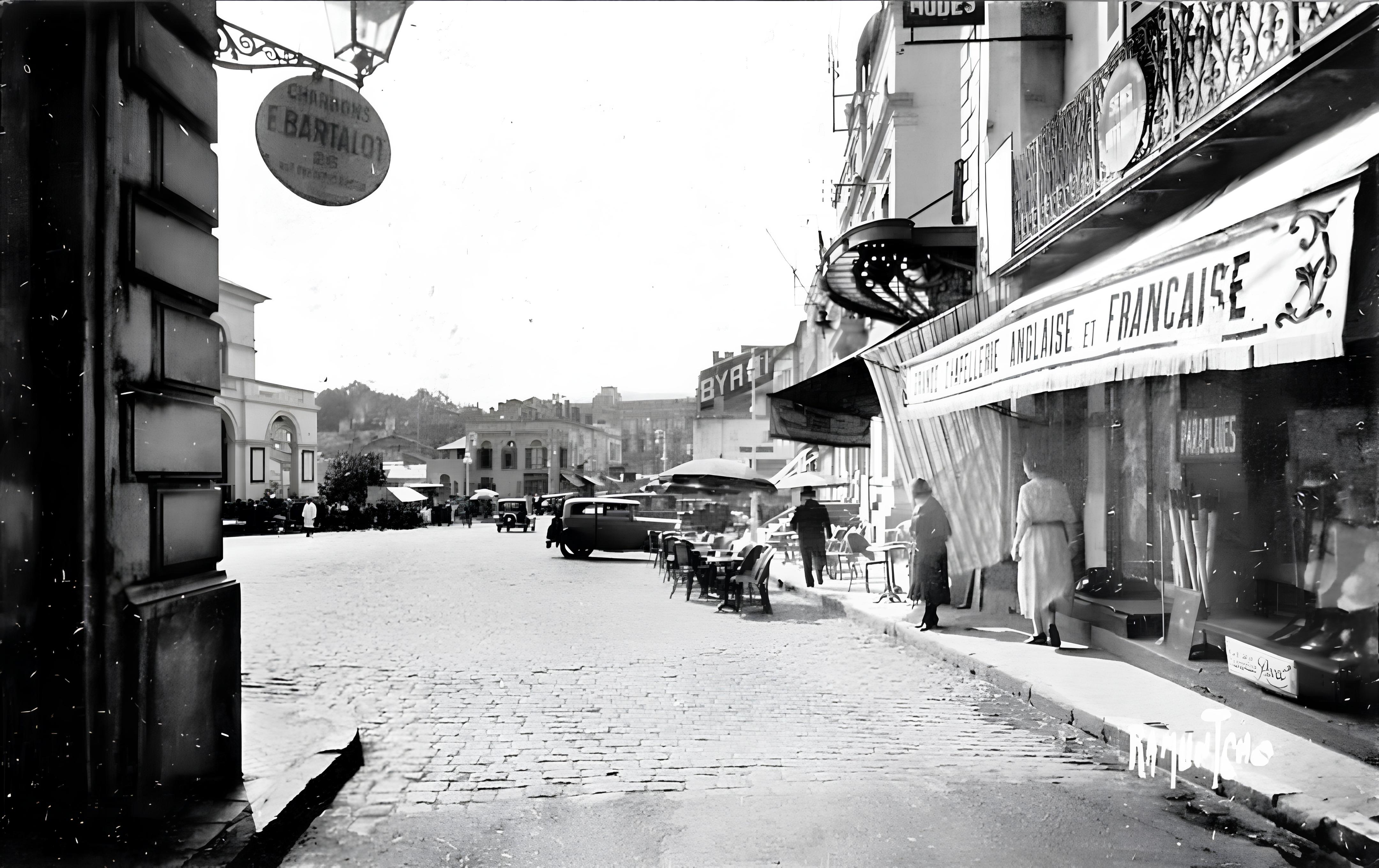
Extrémité sud de la rue Dominique-de-Gourgues dans l'entre-deux-guerres débouchant sur la place.
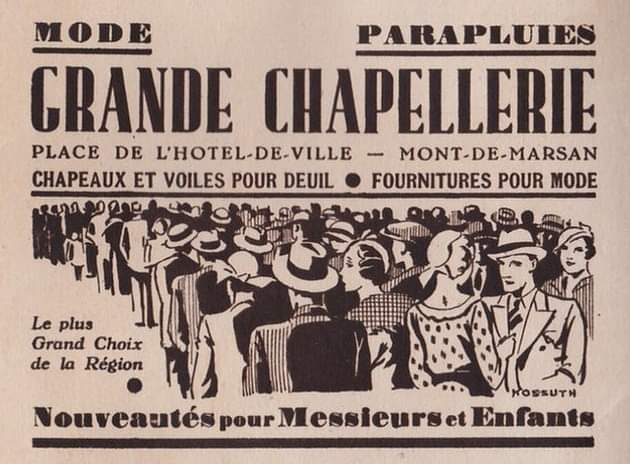
Encart publicitaire pour la Grande Chapellerie de Mont-de-Marsan (ancienne place de l'hôtel de ville).